# Cielo e infierno
Cielo e infierno (en inglés Heaven and Hell) es un ensayo escrito por Aldous Huxley en 1956, continuación de otro trabajo sobre la experiencia con mescalina publicado dos años antes con el título de Las puertas de la percepción. Su título original en inglés, Heaven and Hell, procede de la obra El matrimonio del cielo y el infierno, de William Blake.
El cielo y el infierno se refieren metafóricamente a lo que Huxley concibe como dos experiencias místicas contrarias que potencialmente aguardan cuando uno abre las "puertas de la percepción". El peligro añadido existe por ese "infierno que se hace pasar por cielo" y que existe en el mundo intermedio, al contrario que la dimensión de Dios, de la inancalzable no-dualidad en esta vida, pero que podremos vivir en la otra vida, la eterna, donde "veremos a Dios cara a cara tal cual es".
Dada la identidad temática y la proximidad en la fecha de elaboración de ambos ensayos, se suelen publicar conjuntamente, como ocurre en castellano.
En 1977 se editó su obra Moksha, compendio de los textos de Aldous Huxley acerca de las drogas alucinógenas.

## Contenido

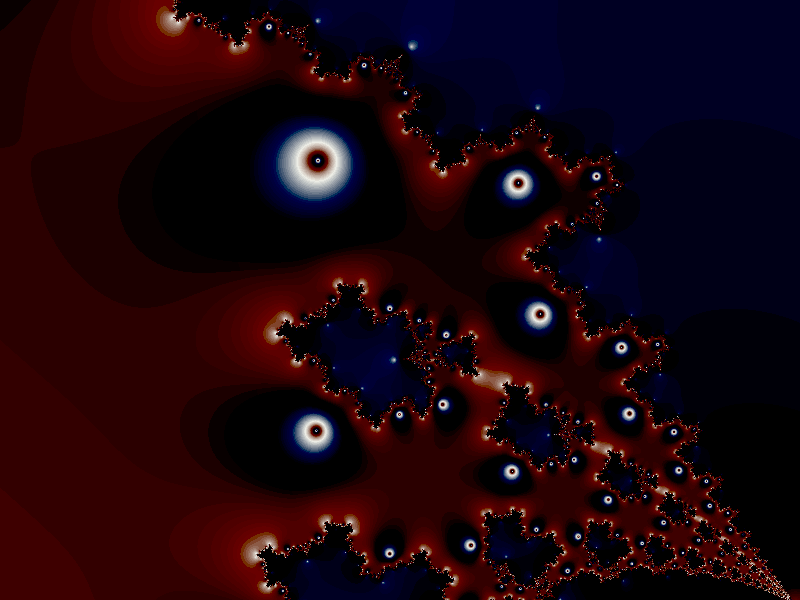
Clásica imagen fractal similar a las experiencias con mescalina experimentadas por Aldous Huxley en Las puertas de la percepción y Cielo e infierno.

Huxley continua su análisis sobre los cambios objetivos inducidos por la ingesta de drogas. Más allá de una conclusión basada en revelaciones o visiones celestiales o infernales, su experimentador verifica la identidad última existente entre el universo y la mente humana, entre macrocosmos y microcosmos. Tras retirarse el velo que cubre la aparente realidad cotidiana, se accede a la Unidad de lo Absoluto. Tan solo hay que retirar el filtro provocado por los órganos de los sentidos, por la limitación generada a través de nuestro sistema nervioso, y así acceder a la Unidad de lo Infinito.